# Discurso de ódio
Discurso de ódio (tradução do inglês: hate speech) ou incitamento ao ódio é, de forma genérica, qualquer ato de comunicação que inferiorize ou incite ódio contra uma pessoa ou grupo, tendo por base características como raça, gênero, etnia, nacionalidade, religião, orientação sexual ou outro aspecto passível de discriminação.
No direito, discurso de ódio é qualquer discurso, gesto ou conduta, escrita ou representada que seja proibida porque pode incitar violência ou ação discriminatória contra um grupo de pessoas ou porque ela ofende ou intimida um grupo de cidadãos. A lei pode tipificar as características que são passíveis de levar a discriminação, como raça, gênero, origem, nacionalidade, orientação sexual ou outra característica.
Há consenso internacional acerca do fato de que discursos de ódio devem ser proibidos pela lei, e que essas proibições não ferem o princípio de liberdade de expressão. Os Estados Unidos são um dos poucos países no mundo desenvolvido que não consideram a proibição do discurso de ódio compatível com a liberdade de expressão.

## Definição
Segundo o Conselho da Europa, discurso de ódio pode ser definido genericamente como "qualquer expressão que espalha, incita, promove ou justifica ódio racial, xenofobia, anti-semitismo ou qualquer outra forma de intolerância. Incluindo: intolerância causada por nacionalismo agressivo e etnocentrismo, discriminação e hostilidade contra minorias, migrantes e pessoas de origem estrangeira". Segundo o entendimento do Tribunal Europeu dos Direitos Humanos, o artigo 10 da Convenção Europeia garante o direito à livre expressão, mas esse direito não é absoluto, tendo em vista a existência de outros direitos igualmente garantidos pela convenção. O tribunal afirmou em vários julgamentos que "tolerância e respeito pela igual dignidade de todos os seres humanos constituem um dos fundamentos de uma sociedade democrática e plural. Sendo assim, por questão de princípio, considera-se necessário que certas sociedades democráticas penalizem e inclusive proíbam todas as formas de expressão que espalham, incitam, promovem ou justificam ódio baseado em intolerância (incluindo intolerância religiosa)".
Segundo o atual consenso, discursos de ódio não são inócuos (como a princípio pode parecer), mas geram danos físicos e psicológicos naqueles que sofrem a agressão (especialmente nas crianças), como depressão, baixa estima, pressão alta, respiração acelerada e insônia - quando há depressão extrema, o discurso de ódio recorrente pode levar a vítima ao suicídio. Nos Estados Unidos, por exemplo, a intensa atividade de bullying homofóbico nas escolas fez com que vários jovens homossexuais se suicidassem - o que levou ativistas, empresas (como o Facebook e o Google) e políticos (como o presidente Barack Obama) a uma grande campanha contra o bullying homofônico, o It Gets Better Project. Além destas consequências imediatas do discurso de ódio, dados estatísticos e históricos abundantes indicam que há forte correlação entre expressão de ódio e violência física. Campanhas de Genocídio, segregação e discriminação social foram todas acompanhadas por intensa promoção de expressões de ódio.
Alguns grupos políticos consideram que os discursos de ódio são contemplados pelo princípio de liberdade de expressão. No entanto, não há país onde se possa falar de "absoluta" liberdade de expressão. Nos Estados Unidos não é diferente: como ocorre com vários outros princípios democráticos, a liberdade de expressão é limitada por outros direitos constitucionais, de forma que a legislação prevê uma série de proibições e penas para atividades que, de outra maneira, poderiam ser consideradas como simples liberdade de expressão, a saber: desrespeito às autoridades (ofender um juiz ou outra autoridade), difamação e calúnia, plágio, desrespeito a direitos autorais, obscenidade, divulgação de informação falsa, ameaças, etc. Nos Estados Unidos, a tolerância com discursos de ódio possui raízes históricas.
Com efeito, a proibição do discurso de ódio é vista, pelo contrário, como uma forma de garantir a liberdade de expressão. O discurso de ódio, ao contrário de outras expressões da sociedade democrática, não visa ao diálogo e busca apenas silenciar, quando não suprimir, a expressão de minorias. De forma geral, o discurso de ódio silencia a vítima e não permite que ela se expresse livremente. Vale observar que os países que compõem o atual consenso, como o Canadá, a Noruega, a Suécia, a Austrália, a Alemanha, etc. são países bastante democráticos, com um alto nível de debate político.

## Controvérsias
É comum a percepção em alguns grupos categorizados como "de ódio", de que as leis contra os discursos de ódio privilegiam indivíduos e discursos alinhados ao espectro político da esquerda e ideologias progressistas, na tentativa de enquadrar opositores políticos, a saber conservadores, liberais e demais indivíduos de direita em labéus sociais.
Um caso citável seria o de alguns grupos conservadores que optaram coletivamente por seguir as orientações do livro Regras para Radicais, do ideólogo comunista Saul Alinsky, na intenção de aplicá-las contra os próprios militantes de esquerda. A aplicação das leis defendidas por progressistas contra os próprios se daria não apenas na pauta do discurso de ódio, como em outras pautas comumente relacionadas e defendidas por progressistas, e.g. leis de combate ao assédio sexual.
Com relação às leis contra o discurso de ódio propriamente ditas utilizadas para punir ativistas e opiniões de esquerda, já há registros de casos na Europa desse tipo de tática sendo executada.

## Internet
Em 31 de maio de 2016, o Facebook, a Google, a Microsoft e o Twitter, chegaram a um acordo quanto a um código da União Europeia de conduta obrigando-se a avaliar a maioria das notificações válidas para a remoção de discurso do ódio ilegal que seja postado em seus serviços, num prazo de 24 horas.
Antes deste acordo, ainda em 2013, o Facebook, sob a pressão de mais de 100 organizações de direitos civis, incluindo o "Everiday Sexism Project" , concordaram em mudar suas políticas de publicações, após a divulgação de  dados associados a conteúdos que promoviam a violência doméstica e sexual contra mulheres, que haviam acarretado o cancelamento de contratos de publicidade com 15 grandes empresas.
Organizações extremistas costumam disseminar discurso de ódio na internet através de postagens que funcionam como incitações, como inúmeras reações igualmente eivadas de discurso de ódio. Os algoritmos de análise de conteúdo são capazes de detectar estas ocorrências óbvias de discurso de ódio, porém não o fazem em casos mais subtis ou ambíguos. Assim, embora uma postagem original possa está de acordo com a política de discurso de ódio corrente, as ideias e provocações contidas poderão estimular os leitores a usar evidente discurso de ódio em suas respostas. Estas reações não são tão intensamente monitoradas quanto as publicações originais.

## Por país

### Alemanha
Volksverhetzung é um conceito jurídico alemão que significa incitar o ódio contra algum segmento da população. O código penal alemão considera crime "incitar ódio contra segmentos da população" ou "invocar ações violentas ou arbitrárias contra eles". Também é considerado crime insultar e difamar segmentos da população. É proibido negar o holocausto e glorificar o regime nazista.

### Austrália
O discurso de ódio é proibido na Austrália em escala federal, pelo Ato de Discriminação Racial de 1975. O Ato torna criminoso agir de forma a "ofender, insultar, humilhar ou intimidar outra pessoa ou grupo de pessoas" e também se "o ato for realizado por questão de raça, cor ou origem nacional da outra pessoal, seja de algumas ou todas as pessoas de um grupo". O Supremo Tribunal australiano também decidiu que negar o holocausto é crime, de acordo com o ato de 1975. As outras proteções são de âmbito regional: na tasmânia, o ato antidiscriminatório de 1995 proíbe que uma pessoa, por ato público, incite ódio contra outra pessoa, ou contra um grupo de pessoas, tendo por base sua orientação sexual, sua raça, alguma deficiência ou crença religiosa. Discriminação por orientação sexual é proibida em toda a Austrália.

### Bélgica
A lei anti-racismo da Bélgica de 1981 torna racismo e xenofobia ilegal. A lei de negação do holocausto de 1995 também torna crime negar o holocausto. Na Bélgica, todo tipo de discriminação baseada em orientação sexual é crime.

### Brasil
No Brasil, o Art. 3º da Constituição Federal define que o objetivo da República Federativa do Brasil também consiste em "IV - promover o bem de todos, sem preconceitos de origem, raça, sexo, cor, idade e quaisquer outras formas de discriminação." O artigo Art. 5º, inciso XLI diz que "a lei punirá qualquer discriminação atentatória dos direitos e liberdades fundamentais", enquanto o inciso XLII expressamente proíbe toda forma de racismo: "XLII - a prática do racismo constitui crime inafiançável e imprescritível, sujeito à pena de reclusão, nos termos da lei". A proibição explícita de discursos de ódio está, contudo, garantida pela lei contra o preconceito (7.716/89), que proíbe "Praticar, induzir ou incitar, pelos meios de comunicação social ou por publicação de qualquer natureza, a discriminação ou preconceito de raça, por religião, etnia ou procedência nacional." O atual projeto de lei número 122, que espera votação no congresso, procura incluir na lei contra o preconceito a discriminação por orientação sexual, gênero e sexo além da discriminação contra idosos e pessoas com deficiência.
No Brasil, o debate a respeito de discursos de ódio se intensificou com o surgimento da proposta de lei número 122, que criminaliza qualquer forma de discriminação por orientação sexual (seja bissexuais, homossexuais, etc.). Grupos fundamentalistas se opõem à inclusão da discriminação por orientação sexual como crime na lei contra preconceito, alegando que há tensão com o princípio de liberdade de expressão. No entanto, a lei contra o preconceito já coíbe discursos de ódio referentes a raça, religião e origem. Além disso, especialistas entrevistados pela Folha de S.Paulo, entre eles personalidades notáveis como o ministro do Supremo Tribunal Federal, Marco Aurélio Mello, foram unânimes ao afirmar que o projeto de lei não fere o princípio de liberdade de expressão e é plenamente constitucional. Recentemente, o ministro Ayres Britto do STF, em entrevista à Folha, afirmou que é favorável à criminalização da homofobia, como já ocorre com outros discursos de ódio. Especialistas brasileiros e entidades internacionais defendem a imediata aprovação de leis que criminalizem a homofobia.
Para a doutrina brasileira, o discurso do ódio é a manifestação de pensamento que incita a violência contra vulneráveis. Esta condição de vulnerabilidade decorre justamente de alguma característica física, étnica, religiosa, econômica, política, entre outras, que foram ultrageneralizadas na história e no cotidiano como um juízo tido como verdadeiro, criando estereótipos que emergiram como preconceito, discriminação e racismo.

### Canadá
No Canadá, advogar genocídio ou incitar ódio contra qualquer "grupo identificável" é crime de acordo com o Código Criminal do Canadá, com penas máximas de cinco e dois anos de prisão respectivamente, não há sentença mínima para nenhum dos crimes. Também é ilegal qualquer forma de discriminação baseada em raça, cor, região, orientação sexual e nacionalidade. Apesar disso essa política só funcionou confirmadamente no Quebec.

### Croácia
A constituição croata proíbe e pune quem, "baseando-se em diferenças de raça, religião, língua, crença política ou de outra natureza, riqueza, nascimento, educação, status social ou outras propriedades, gênero, cor de pele, nacionalidade ou etnia viola direitos humanos básicos e liberdades reconhecidas pela comunidade internacional". A Croácia pune toda a forma de discriminação por orientação sexual.

### Dinamarca
A Dinamarca proíbe qualquer discurso de ódio. Segundo o direito dinamarquês, crime de ódio consiste em fazer declarações que inferiorizem ou ridicularizem um grupo por motivo de raça, cor de pele, nacionalidade, fé ou orientação sexual.

### Estados Unidos
Os Estados Unidos não possuem leis contra discurso de ódio, pois a Suprema Corte americana decretou repetidamente que leis que criminalizassem o discurso de ódio violavam a garantia de livre expressão contida na Primeira Emenda à Constituição dos Estados Unidos. Existem várias categorias de discurso que não são protegidas pela Primeira Emenda, como discursos que clamem por violência iminente contra uma pessoa ou grupo. No entanto, a Supremo Corte decidiu que o discurso de ódio que não se enquadra em nenhuma dessas categorias é protegido constitucionalmente.

### Finlândia
Na Finlândia, discursos de ódio são ilegais. Discurso de ódio é definido como "fazer declarações que ameacem ou insultem um grupo nacional, étnico, religioso ou outro similar". Discriminação com base em orientação sexual também é proibida.

### França
Na França, segundo o Ato Gayssot, é ilegal qualquer comunicação pública ou privada de caráter difamatório, ofensivo ou que insulte, incite discriminação, ódio, violência contra uma pessoa ou grupo de pessoas por causa de sua origem, nacionalidade, raça, religião específica, sexo ou orientação sexual. A lei também pune declarações justificando ou negando crimes contra a humanidade, como o Holocausto.

### Holanda
O código penal holandês proíbe insultar um grupo (artigo 137c) e incitar ódio, discriminação ou violência (artigo 137d). A definição das ofensas, conforme definidas pelo código penal, são as que seguem:
- Artigo 137c: "Aquele que se expressa publicamente de forma ofensiva no que diz respeito a um grupo de pessoas por causa de sua raça, religião sua filosofia de vida, sua orientação heterossexual ou homossexual ou suas deficiências físicas, psicológicas ou mentais, deve ser punido com prisão de até um ano ou com aplicação de multa da terceira categoria".
- Artigo 137d: "Aquele que incita ódio publicamente contra uma pessoa ou grupos de pessoas por causa de sua raça, religião sua filosofia de vida, sua orientação heterossexual ou homossexual ou suas deficiências físicas, psicológicas ou mentais, deve ser punido com prisão de até um ano ou com aplicação de multa da terceira categoria".[47]

### Islândia
Na Islândia, promover ódio contra segmentos da população e expressar ódio contra segmentos da população publicamente constituem crime. A pena para tal crime pode chegar a dois anos de cadeia.

### Índia
A constituição indiana, ao estabelecer o princípio de liberdade de expressão no artigo 19 (subcláusula a), prevê que "nada nesta subcláusula afetará a existência de leis existentes, ou impedirá o Estado de aprovar novas leis na medida em que essas leis imponham restrições razoáveis (...) à difamação e incitação à ofensa". Discursos de ódio baseados em religião e etnia são punidos nestes termos.

### Irlanda
Na Irlanda, o Ato de Proibição de Incitação ao Ódio criminaliza discursos que são "ameaçadores, abusivos ou ofensivos e que têm a intenção de (...) incitar ódio" contra "um grupo de pessoas, no Estado ou em outro lugar, por motivos de raça, cor, nacionalidade, religião, origem étnica ou nacional (...), ou orientação sexual".

### Israel
De acordo com o código penal israelense, seção 144f, "Se uma pessoa comete crime por razões racistas (...) ou contra um grupo em razão de sua religião, ordem religiosa, inclinação sexual ou porque são trabalhadores estrangeiros, então ela deve ter sua pena dobrada ou ampliada para pelo menos 10 anos de prisão". A seção 133 do código penal israelense ( referente a crimes de sedição) proíbe "a promoção de conflito e inimizade entre partes da população". Israel também possui leis específicas para crimes consistindo em discurso de ódio por questões raciais.

### Japão
O Japão não possui leis contra discurso de ódio aplicadas nacionalmente. A lei japonesa cobre ameaças e calúnias, mas "não se aplica ao discurso de ódio contra grupos de pessoas em geral". O Japão tornou-se membro da Convenção Internacional das Nações Unidas para a Eliminação de Todas as Formas de Discriminação Racial em 1995. O Artigo 4 da convenção estabelece disposições que pedem a criminalização do discurso de ódio, mas o governo japonês suspendeu as disposições, dizendo que ações para disseminar ou promover a ideia de discriminação racial não foram tomadas no Japão a tal ponto que uma ação legal é necessária. O ministro das Relações Exteriores afirmou em 2013 que esta avaliação permaneceu inalterada.
No mesmo ano, após manifestações, paradas e comentários postados na Internet com ameaças de violência contra residentes estrangeiros no Japão, especialmente coreanos, houve a preocupação de que o discurso de ódio fosse um problema crescente no Japão. O primeiro-ministro Shinzō Abe e o ministro da Justiça Sadakazu Tanigaki expressaram preocupação com o aumento do discurso de ódio, dizendo que "ia completamente contra a dignidade da nação", mas evitou propor qualquer ação legal contra os manifestantes.
Em 7 de outubro de 2013, em uma rara decisão sobre discriminação racial contra cidadão etnicamente coreanos, um tribunal japonês ordenou que um grupo anti-coreano, Zaitokukai, parasse os protestos de "discurso de ódio" contra uma escola coreana em Kyoto e pagasse à escola 12,26 milhões de ienes (US $ 126.400 EUA) em compensação pelos protestos ocorridos em 2009 e 2010.
Em maio de 2016, o Japão aprovou uma lei que trata do discurso de ódio. No entanto, não proíbe o discurso de ódio e não estabelece nenhuma penalidade para sua prática.
A cidade de Kawasaki em 6 de julho de 2020 começou a aplicar um decreto-lei pioneiro que penaliza as pessoas que repetidamente usam o discurso de ódio em espaços públicos, com multas potenciais de até 500 000 ienes. A nova lei local contra discurso de ódio proíbe indivíduos de usar meios como megafones, placas ou distribuição de panfletos em espaços públicos, incluindo parques e estradas, para transmitir discursos de ódio que discriminem pessoas de países estrangeiros ou seus descendentes. O decreto não aborda o discurso de ódio online e fora de espaços públicos.

### Lituânia
A Lituânia proíbe discurso de ódio e discriminação, sobretudo devido à pressão da União Europeia.

### Nova Zelândia
A Nova Zelândia proíbe e pune, conforme previsto no Ato de Direitos Humanos de 1993, toda forma de discriminação baseada em raça, cor de pele, gênero, orientação sexual, nacionalidade e outras características.

### Noruega
A Noruega condena todo discurso de ódio, definindo este como "fazer declarações públicas que ameacem ou ridicularizem alguém; ou que incitem ódio, perseguição ou desprezo contra alguém por sua cor de pele, origem étnica, orientação sexual, estilo de vida, religião ou filosofia de vida.

### Polônia
A Polônia possui leis de discurso de ódio que punem declarações ofensivas voltadas a uma religião ou a grupos de pessoas identificados por raça, nação, etnia, etc. Também são punidos declarações de ódio por motivo de orientação sexual.

### Portugal
Portugal pune todas as formas de discriminação e discurso de ódio. Segundo o artigo 13.º da Constituição da República Portuguesa, "ninguém pode ser privilegiado, beneficiado, prejudicado, privado de qualquer direito ou isento de qualquer dever em razão de ascendência, sexo, raça, língua, território de origem, religião, convicções políticas ou ideológicas, instrução, situação económica, condição social ou orientação sexual".
De acordo com o artigo 240.º do Código Penal português, em vigor desde 15 de setembro de 2007, qualquer forma de discriminação com base na raça, cor, origem étnica ou nacional, ascendência, religião, sexo, orientação sexual, identidade de género ou deficiência física ou psíquica é crime.
Em Portugal, o discurso de ódio está crescentemente presente no Facebook, sobretudo quando associado ao tema do Futebol e da Política. Palavras como "vergonha" e "país" surgem habitualmente ligadas e palavras como "mamão" e "corruptos" são modos de insulto comuns. É também passível de constatação de que o alinhamento do discurso de ódio e os respetivos tipos de insultos entram numa lógica de imitação e contra-imitação nas conversações em Facebook, o que vai reforçando tanto a sua presença como a sua variação nesta rede digital.

### Reino Unido
O Reino Unido possui várias leis proibindo discursos de ódio. As leis proíbem declarações abusivas ou que insultem uma pessoa (ou grupo de pessoas) por conta de sua raça, cor de pele, nacionalidade, orientação sexual ou religião.

### Sérvia
A constituição sérvia garante liberdade de expressão e declara que a liberdade de expressão, contudo, não pode se sobrepor aos direitos dos outros, como o direito à dignidade humana. Devido aos conflitos étnicos do século XX, as autoridades sérvias são muito rigorosas a respeito de discursos de ódio.

### Suécia
A Suécia condena discursos de ódio (hets mot folkgrupp, literalmente incitamento ao ódio contra outros povos), definindo discurso de ódio quaisquer declarações que inferiorizem ou ridicularizem um grupo por motivo de etnia, cor da pele, nacionalidade, crença religiosa ou orientação sexual.

### Ucrânia
No país, cumprir discurso de ódio não é de maneira nenhuma penalizado desde março de 2014.